# 松田利彦
松田 利彦（まつだ としひこ、1964年 - ）は、日本の歴史学者、国際日本文化研究センター副所長・教授。専門は近代日朝関係史。

## 経歴
- 徳島県生まれ
- 1989年3月 京都大学文学部史学科卒業
- 1991年3月 京都大学大学院文学研究科西洋史学専攻修士課程修了
- 1993年3月 京都大学大学院文学研究科現代史学専攻博士後期課程退学
- 1992年1月 文部省学術振興会特別研究員
- 1993年4月 京都大学文学部助手
- 1996年4月 兵庫県立神戸商科大学 商経学部専任講師
- 1998年10月 国際日本文化研究センター助教授
- 2000年4月 ソウル大学校社会科学大学経済研究所特別研究員（文部省在外研究員）
- 2007年 国際日本文化研究センター（日文研）准教授
- 2008年 「日本の朝鮮植民地支配と警察 一九〇五～一九四五年」で京大文学博士
- 2013年7月 日文研教授
- 2020年4月 日文研副所長兼務

## 主な著作

### 単著
- 『戦前期の在日朝鮮人と参政権』（明石書店、1995年）
- 『日本の朝鮮植民地支配と警察 一九〇五～一九四五年』（校倉書房、2009年）
- 『東亜連盟運動と朝鮮･朝鮮人 日中戦争期における植民地帝国日本の断面』（有志舎、2015年）

### 編著
- 『日本の朝鮮・台湾支配と植民地官僚』（人間文化研究機構国際日本文化研究センター、2008年）
- 『植民地帝国日本における知と権力』（思文閣出版、2019年）

### 共編著
- （浅野豊美）『植民地帝国日本の法的構造』（信山社出版、2004年）
- （浅野豊美）『植民地帝国日本の法的展開』（信山社出版、2004年）
- （やまだあつし）『日本の朝鮮・台湾支配と植民地支配』（思文閣出版、2004年）
- （陳姃湲）『地域社会から見る帝国日本と植民地 朝鮮・台湾・満洲』（思文閣出版、2013年）
- （酒井哲哉）『帝国日本と植民地大学』（ゆまに書房、2014年）
- （磯前順一・榎本渉・前田志織・吉江弘和）『なぜ国際日本研究なのか―「国際日本研究」コンソーシアムシンポジウム記録集』（晃洋書房、2018年）
- （蘭信三・李洪章 ・原佑介・坂部晶子・八尾祥平）『帝国のはざまを生きる 交錯する国境、人の移動、アイデンティティ』（みずき書林、2022年）
- （石川肇・森正子）『新発見書簡で読み解く 軍医森鴎外 後輩軍医佐藤恒丸に問う海外情勢』（法藏館、2024年）
- （鄭炳浩・馬場幸栄）『デジタルヒューマニティーズが拓く人文学―日韓研究者の対話―』（晃洋書房、2025年）
- （陳姃湲との共同責任編集、 通堂あゆみ・やまだあつし・鄭駿永編集委員）『植民地帝国日本とグローバルな知の連環: 日本の朝鮮・台湾・満洲統治と欧米の知』（思文閣出版、2025年）

## 刊行史料
- 『松井0茂博士記念文庫旧蔵 韓国「併合」期警察資料』全8巻（ゆまに書房、2005年）